# Brad Arnold
Brad Arnold, właściwie Bradley Kirk Arnold (ur. 27 września 1978) – amerykański wokalista i perkusista, śpiewa w grupie 3 Doors Down od początku jej istnienia, ponadto jest jej frontmanem i jednym z założycieli. Początkowo grał na perkusji i śpiewał, jednak te dwie role były trudne do pogodzenia i w momencie, gdy zespół zaczął odnosić większe sukcesy, zrezygnował z grania na perkusji podczas koncertów. Podobnie jak reszta zespołu pochodzi z miejscowości Escatawpa w stanie Mississippi. W 2001 roku ożenił się z Teriką Roberts.